# Zhou Mi (badminton)
Zhou Mi (Nanning, 18 de fevereiro de 1979) é uma jogadora de badminton chinesa. medalhista olímpica.

## Carreira
Zhou Mi representou seu país nos Jogos Olímpicos de Verão de 2012 conquistando a medalha de ouro, no individual feminino.